# أحمد مبلغي
ولد آية الله أحمد مبلغي في إيران بمدينة خرم آباد في 14 يناير عام 1961م. بدأ بالدراسة في الحوزة العلمية ودرس البحث الخارج عند آية الله فاضل لنكراني وميرزا جواد التبريزي.

## حياته العلمية
- أستاذ «درس خارج الفقه» (مرحلة الاجتهاد)
- أستاذ «درس خارج الأصول» (مرحلة الاجتهاد)
- أستاذ مادة «التقريب بين المذاهب الإسلامية»
- تدريس مادتي أصول الفقه المقارن والفقه المقارن.

## مناصبه
- مدير مركز الدراسات الإسلامية التابع لمجلس الشورى الإسلامي في قم
- رئيس مركز التجديد للدراسات الدينية المقارنة في لبنان.
- المدير المسؤول لمجلة الدين والقانون.
- رئيس التحرير لـ مجلة الفقه المقارن.

## مؤلفات وبحوث

### كتب
- موسوعة الإجماع في الفقه الامامي، عشرة مجلدات، طبع المجلّد الأول منها (وقد نال جائزة أفضل كتاب)
- فقه المعاملات المعاصرة
- فقه الأخلاق البيولوجية

### بحوث
- الفقه والعولمة
- فقه الهجرة
- فقه المساجد
- البيئة والحفاظ عليها من منظور إسلامي
- الحقوق الإنسانية وفرقها مع حقوق الإنسان
- فقه الحجاب
- القواعد الفقهية للعمران
- الاستنساخ البشري: دراسة فقهية
- التمريض من منظار الدين
- الاستنساخ التوالدي من منظور فقهي
- تغيير الجنس
- نظره فقهية إلى صكوك الإجارة
- الدلائل الفقهية لضرورة تشكيل السوق المشتركة الإسلامية
- خصائص ظاهرة التكفير وموقف السنة النبوية منها
- الأدبيات الوحدوية في القرآن
- المبادئ الفقهية للوحدة الإسلامية
- ثقافة التقريب وتقريب الثقافة
- فكرة الحوار وحوار الفكر في القرآن
- حرية الرأي من منظور إسلامي
- فقه التعامل مع النبي الأعظم (ص)
- هيكلة فلسفة الفقه
- النقد الفقهي
- ضرورة إعادة النظر في البراديغمات الفقهية
- مدخل إلى الأسس الكلامية للاستنباط من القرآن
- مدخل إلى الفقه التقليدي والفقه المعاصر
- تجديد علم الأصول
- المدخل العام لفلسفة الفقه
- مصادر التشريع
- المسيرة التاريخية لموضوع الحكم
- دور الزمان في تغيّر السير والمصطلحات من منظار محمد باقر الصدر
- صياغة جديدة لنظرية الشهرة
- أساليب الإحاطة بفتاوى العلماء
- مقدمات الاجتهاد
- شروط الفتوى
- العلاقة بين القرآن والسنة في إطار ثلاث قراءات
- نقد المدارس الأصولية
- الوجدان الفقهي وأساليب ضبطه في الاستنباط
- مقترحات ومقاربات لوضع قواعد أصولية تدرأ التجزّي والخلاف
- شروط تجديد العلوم الإسلامية
- دور الفنون الفقهية في تنمية وتفعيل الفقه
- التقريب بين المصطلحات الأصولية
- قاعدة الانصراف الأصولية
- دراسات مقارنة في المصطلحات / أداء، إلهام، انصراف، اجتماع الأمر والنهي، استحباب، احتياط، انحلال، و...
- العقل عند الامامية
- أساليب تقرير بحوث دروس مرحلة الخارج
- المنهجية في الفكر الإسلامي (نشر في العدد الأول من مجلة منهجية الاجتهاد التي تطبع في إيران)

### في مجال تأريخ العلوم الإسلامية
- نظرة تاريخية وتحليلية إلى قواعد الفقه النبوية
- المراحل التاريخية لعلم الأصول
- نظرة تاريخية إلى الإجماع
- المراحل التاريخية للاجتهاد

## المحاضرات والندوات

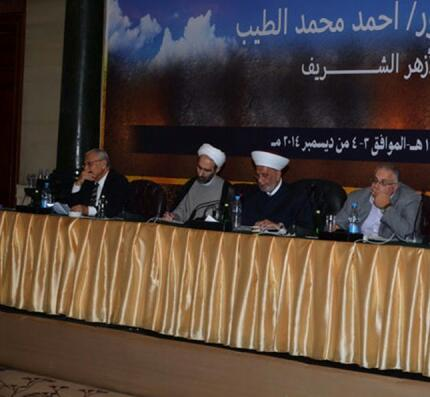
أحمد مبلغي في مؤتمر "الأزهر في مواجهة التطرف والارهاب" الذي انعقد في عام 2014 في القاهرة

يشارك ويلقي المحاضرات بشكل مستمر في العديد من المؤتمرات والندوات الدولية والمحلية.
مؤتمر الأزهر في مواجهة التطرف والإرهاب
شارك في ديسمبر 2014 في «مؤتمر الأزهر في مواجهة التطرف والإرهاب» ممثلا عن الجمهورية الإسلامية الإيرانية وبدعوة خاصة ومباشرة من أحمد الطيب شيخ الأزهر، وهذه الزيارة كانت الأولى من نوعها لعالم شيعي إيراني منذ سنوات كثيرة واعتبرت محاولة للتقريب بين طهران والقاهرة آنذاك.
المؤتمر الدولي للفقه والقانون
قام بإدارة وتنظيم دورتين من المؤتمر الدولي للفقه والقانون حتى الآن في مدينة قم، بصفته رئيسا لـمركز الدراسات الإسلامية التابع لمجلس الشورى الإسلامي. الدورة الأولى انعقدت في عام 2012 وحملت شعار «العلاقة الجدلية بين الفقه والقانون» والدورة الثانية انعقدت في عام 2015 وكان شعارها «علاقة الأخلاق بالقانون».
شارك أحمد مبلغي في الدورة الأولى من المؤتمر بمقالتين؛ الأولى «العلاقة بين الفقه والقانون بين رؤيتين: سعةً وضيقاً» والثانية «خصائص القانون في النظام الديني».
وفي الدورة الثانية حملت مقالته عنوان: «تقنين الأخلاق في الظروف المعاصرة؛ وضرورة دراسة التأصيل الفقهي لها».
- شارك في مؤتمر «شمولية الرحمة الإلهية كمبدأ للحوار بين الأديان في القرن الحادي والعشرين» الذي انعقد في مدينة سانت بطرسبرغ في روسيا في نهاية أبريل 2016 وألقى خطابا في جلسة الافتتاح بعنوان «المفاهيم المبادئ المنبثقة من الرحمة الإلهية، ودورها في تثمير الحوار والتعامل بين الأديان».[2]
- شارك في «المؤتمر الدولي للعلوم الدينية ومكافحة التطرف» الذي عقدته جامعة المذاهب الإسلامية (وهو يرأسها) بالتعاون مع جامعة بغداد وجامعة بيام نور الإيرانية بمدينة جرجان في شمال إيران.[3]
- شارك في ندوة حول «الأقليات الدينية في المجتمعات الإسلامية»، في اليابان / طوكيو بتاريخ 12 و 13 مايو 2016 وألقى في الجلسة الافتتاحية كلمة بعنوان «معالجة مشكلة العنف الديني عبر إعادة الهوية الاجتماعية من منطلق الدين / ركز الإسلام على إنشاء وقبول مجتمعات أربعة وهويات أربعة».

##### المؤتمر الدولي: بناء الجسور بين المذاهب الإسلامية
شارك في مارس 2024 في «المؤتمر الدولي: بناء الجسور بين المذاهب الإسلامية» ممثلًا للجمهورية الإسلامية في إيران حيث أقيم المؤتمر في مكة المكرمة و اجتمعت لأول مرة في تاريخها المذهبي كافة أتباع المذاهب الإسلامية لتعزيز أُخُوتها وتعاونها وتوحيد رؤاها حيال قضاياها الكبرى وأهدافها المشتركة ومواجهة "خطابات" و"شعارات" و"أساليب" الطائفية المذهبية، مع إصدار وثيقتهم التاريخية: "وثيقة بناءالجسور بين المذاهب الإسلامية".

## وصلات خارجية
- موقعه الشخصي
- موقع جامعة المذاهب الإسلامية باللغة العربية
- موقع مركز الدراسات الإسلامية التابع لمجلس الشورى الإٍسلامي باللغة العربية
- موقع المؤتمر الدولي للفقه والقانون باللغة العربية